# Squaw Lake
Squaw Lake – miasto w Stanach Zjednoczonych, w stanie Minnesota, w hrabstwie Itasca.